# 周遇吉

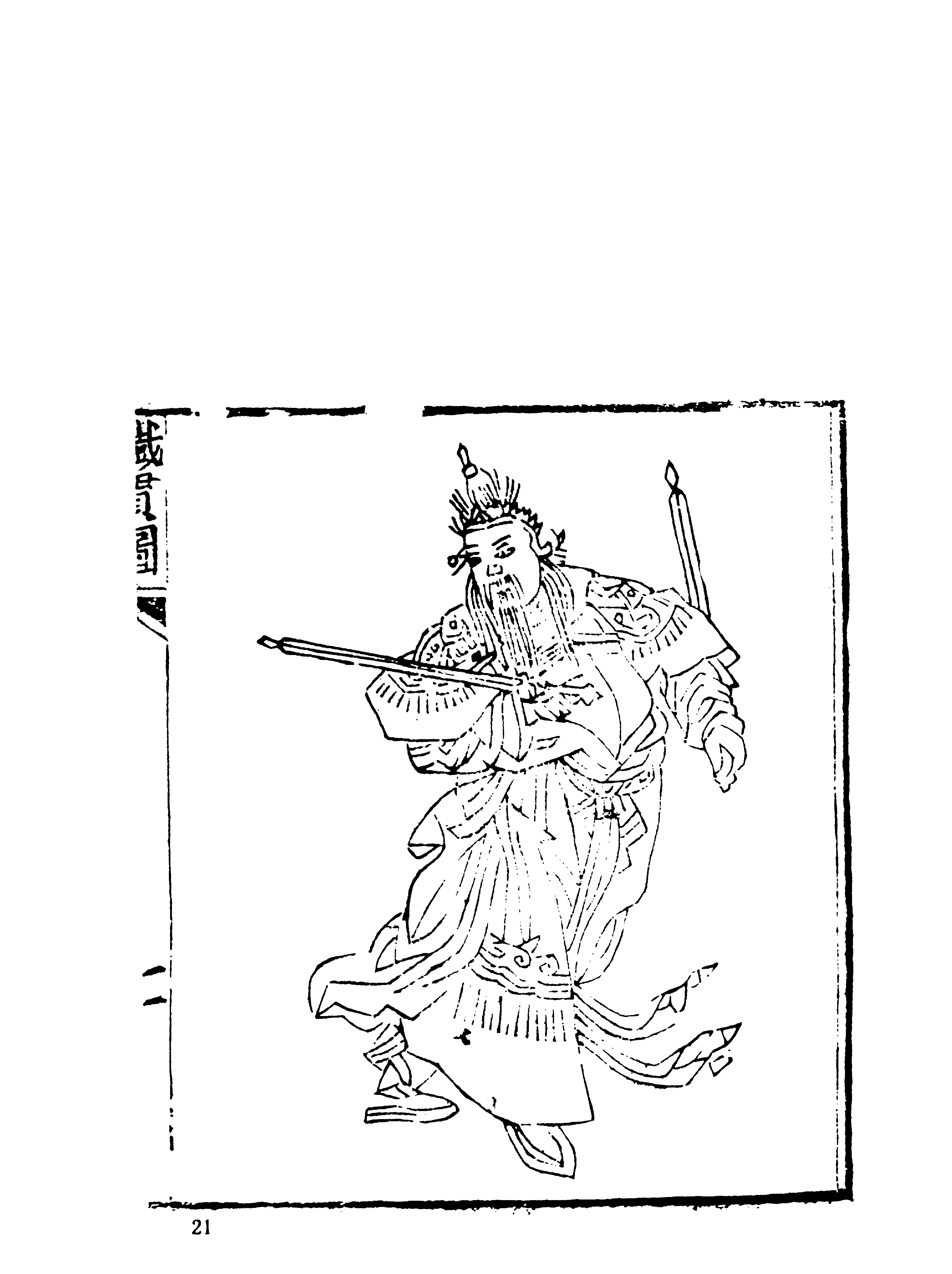
周遇吉

周遇吉（？—1644年），字萃蓭（萃庵），辽东锦州卫人，明朝將領。寧武關之戰，力抗李自成軍，戰死。追贈太保，諡忠武。

## 生平
周遇吉，明末人，少有神力，勇武善射，早年入軍，功至京营游击。京营将多勋戚中官子弟，见遇吉质鲁，皆轻鄙之，遇吉曰：「公等皆纨弟子，岂足当大敌．何不于无事时练胆勇，为异日用，而徒糜廪禄为！」
遇吉追隨张凤翼、孙应元、杨嗣昌等人征流寇於河南、湖广等地。封为太子少保、左都督。
崇祯十五年（1642年）冬，山西總兵許定國因沁水戰敗免官論死，遇吉除山西總兵。
十六年（1643年2月19日-1644年2月7日)四月一日 上年入关清兵遍及河北、山东。是日北返，取道天津。明总兵周遇吉以500名骑兵在杨柳青伏击，鏖战一天，清兵北去。清兵将官言：自去岁入关，“往来数千里，如入无人之境，惟见此一战耳”。
十七年（1644年）正月，平陽守將陳尚智投降李闖（李自成），派部將熊通向遇吉勸降，遇吉怒斬之。
同年二月十六日（1644年3月24日），李自成陷忻州（今山西省忻州市），官民迎降，遇吉於代州憑城固守。雙方大戰數日，周遇吉因兵少食盡，退守寧武關（今山西寧武境），僅以數千兵力對陣李自成數萬大軍，全無懼色。
周遇吉堅守不降，李闖一度欲棄取寧武關，最後以火炮而擊，破關而入。遇吉火藥用盡，力戰被俘。闖軍將遇吉懸于高竿之上，亂箭射死，並肢解其尸體。遇吉妻劉氏率婦女二十餘人登屋而射，全被燒死。周遇吉部将崔云、杨鼎勋、杨鼎枢等全部戰死。
弘光帝追遇吉為太保，諡忠武。
寧武關之戰，由於周遇吉頑強抵抗，使得李闖軍受到重創，三月初一日（4月7日）李自成克寧武關，部隊傷亡慘重，《罪惟錄》記“後賊陷京師，多有手足創者，皆經戰寧武者也。”是役為後來的一片石戰役之敗預留伏筆。

## 評價
京劇《寧武關》或崑曲《虎口餘生》（又名《鐵冠圖》）之〈別母〉〈亂箭〉即是描寫這段史實。南明屈大均有詩曰：“襟帶河汾玉殿長，一朝弓劍委秋霜。將軍死戰哀寧武，帝子生降恨晉陽。”

## 延伸阅读
[在维基数据编辑]
 《明史卷二百六十八》，出自《明史》
 在维基共享资源阅览影像